# 小叶筒冠花
小叶筒冠花（学名：Siphocranion macranthum var. microphyllum）为唇形科筒冠花属下的一个变种。

## 扩展阅读
維基物種上的相關：小叶筒冠花